# Hôtel de ville de Manchester

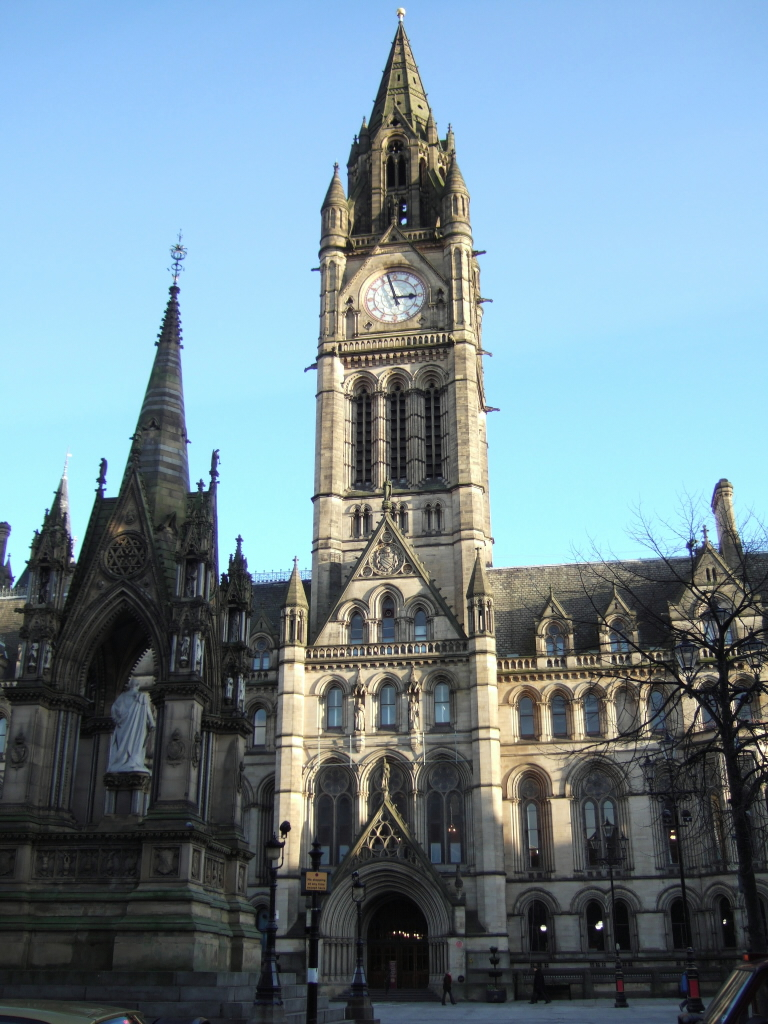
Hôtel de ville de Manchester

L’hôtel de ville de Manchester (anglais : Manchester Town Hall) est un monument néo-gothique de la ville de Manchester, en Angleterre. Il s'agit du siège du Manchester City Council, et il abrite diverses institutions de la gouvernance locale.
Au nord de l'hôtel de ville se trouve l'Albert Square et au sud le St Peter's Square, où se trouve le cénotaphe de Manchester (en), face à l'entrée sud du bâtiment.
Achevé par l'architecte Alfred Waterhouse en 1877, le bâtiment présente d'imposantes peintures murales réalisées par l'artiste Ford Madox Brown représentant d'importants évènements dans l'histoire de la ville. Le bâtiment est désormais classé parmi l'English Heritage depuis 1952.